# يونهي يانج
يونهي يانغ (بالكورية: 양윤희) (من مواليد 10 يوليو 1977) هي رسامة فنون تشكيلية مُعاصرة كورية جنوبية.

## حياتها وعملها

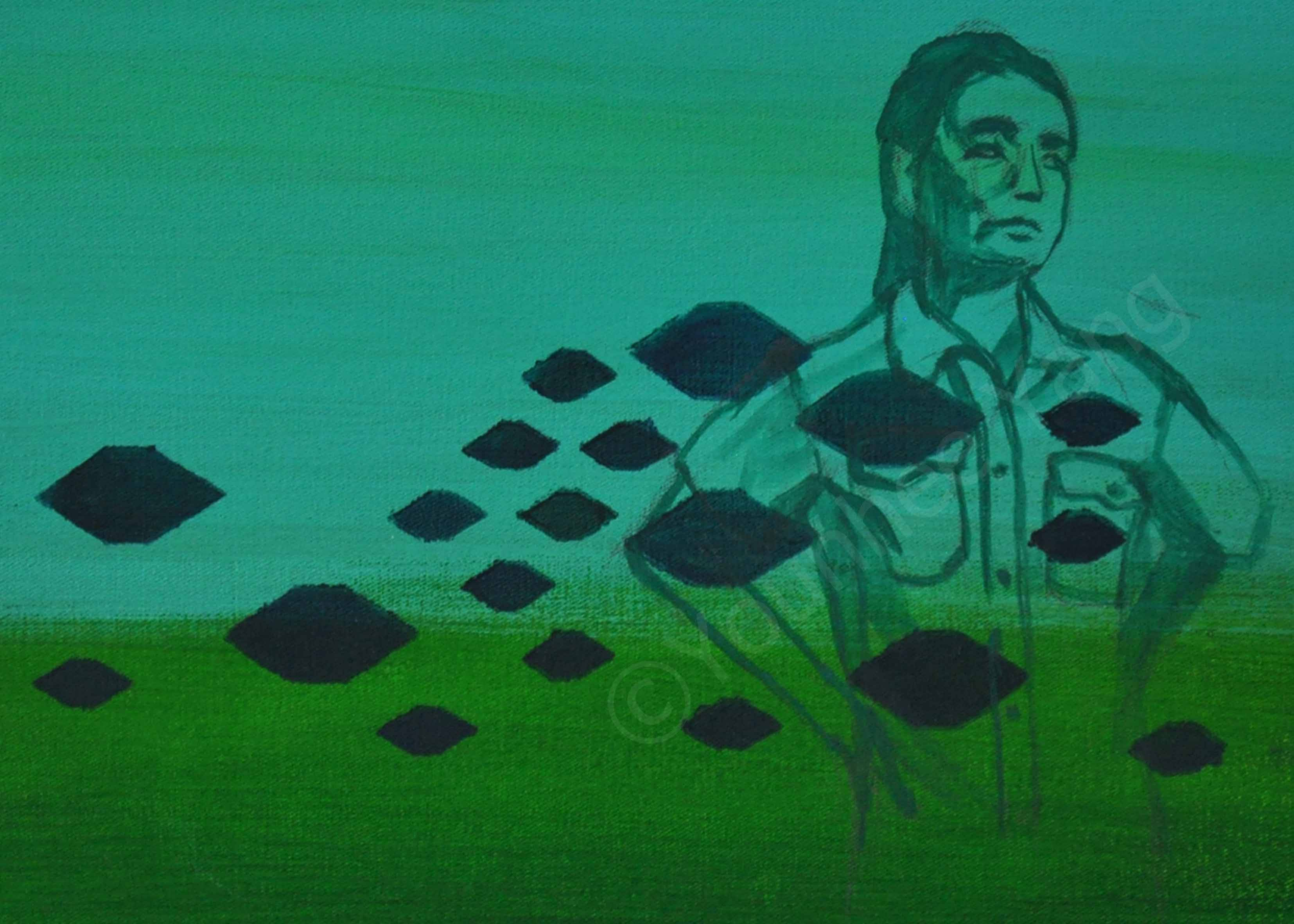
"امرأة عاملة" ، بلا حدود - غواش على قماش، 30 × 40 سم، 2008، يانغ

وُلدت يانغ في سول، وحصلت على بكالوريوس الرسم في عام 2005 من مدرسة بارسونز للتصميم في مدينة نيويورك. درست يامغ في عام 1998 الرسم الشرقي في جامعة دانكوك في تشونان، بكوريا الجنوبية. تتكون أعمالها الفنية من الرسم التشكيلي، وفن التركيب، والنحت وفن
الفيديو.

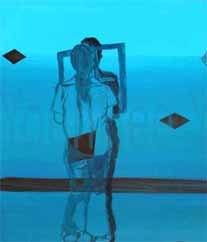
"المرآة"، غواش على قماش، 2008 ، يانغ

تم عرض فن يانغ دوليًا في ألمانيا والنمسا وكوريا الجنوبية وكندا والولايات المتحدة الأمريكية. شملت المتاحف وصالات العرض التي عرضت ييانغ أعمالها فيها متحف الإذاعة الكورية في سول، كوريا الجنوبية، معرض الفضاء الفني في سول، بكوريا الجنوبية، ومعرض دادا بوست في برلين، ألمانيا. إلى جانب المنشورات الفنية الأخرى، نشر النحات الأمريكي هاورد ماكاليب مونوغراف صامت عن لوحات يانغ يون هيي في عام 2012.
عملت يانغ كفنان مستقل وأسست استوديو الفنون الجميلة في برلين عام 2009 ألمانيا.
 انتقل الاستوديو الفني عام 2012 إلى موقعه الحالي في مقاطعة شارلوتنبورغ ، ألمانيا. تدعم يانغ المشاريع الاجتماعية الدولية من خلال عملها.
تعيش يانغ في سول بكوريا الجنوبية وفي برلين بألمانيا.

## معارضها
- انعكاسات، ألمانيا،2016.[13]
- معرض الصور الصامتة بدادا بوست، برلين، ألمانيا، 2014.[14]
- معرض الصور في كل مكان،بدادا بوست، برلين، ألمانيا، 2013.[15]
- معرض الفيديو الصامت، 2012، ميونخ، ألمانيا.[16]
- 2012: معرض الصور الصامتة بدادا بوست، برلين، ألمانيا.[17]
- 2012: الصور والرسائل والموسيقى والورق LXXVI ، معرض المؤلف.[18]
- 2012: الصور والرسائل والموسيقى والورق LXXVI ، معرض المؤلف
- 2011: معرض الفيديو الصامت.[19]
- 2011: حكاية خيالية، معرض يونغ للفنون، سول، كوريا الجنوبية.[20]
- 2010: المعرض الفني الرابع عشر: توحيد كوريا، متحف الإذاعة الكورية والإعلان، سول، كوريا الجنوبية
- 2010: نطاق ميامي أرتفير، ميامي، الولايات المتحدة
- 2010: معرض عبادة الشباب، برلين، ألمانيا.[21]
- 2010:من خلال عيون الآخرين، برلين، ألمانيا .[22]
- 2009: مرض السقوط والنهوض، الولايات المتحدة.[23]
- 2009: الشخصية السياسية - الإحساس المعاصر، كونستهاوس، برلين، ألمانيا.[24]
- 2008: الخيال والواقع، الأكاديمية الدولية للفنون الجميلة سالزبورغ، هالين، النمسا.
- 2005: خيوط، آنا ماريا وستيفن كيلن غاليري، نيويورك، الولايات المتحدة الأمريكية.
- 2004: هاجس، أرنولد وشيللا أرونسون غاليري، بارسونز، نيويورك، الولايات المتحدة الأمريكية.